# The Washington Post

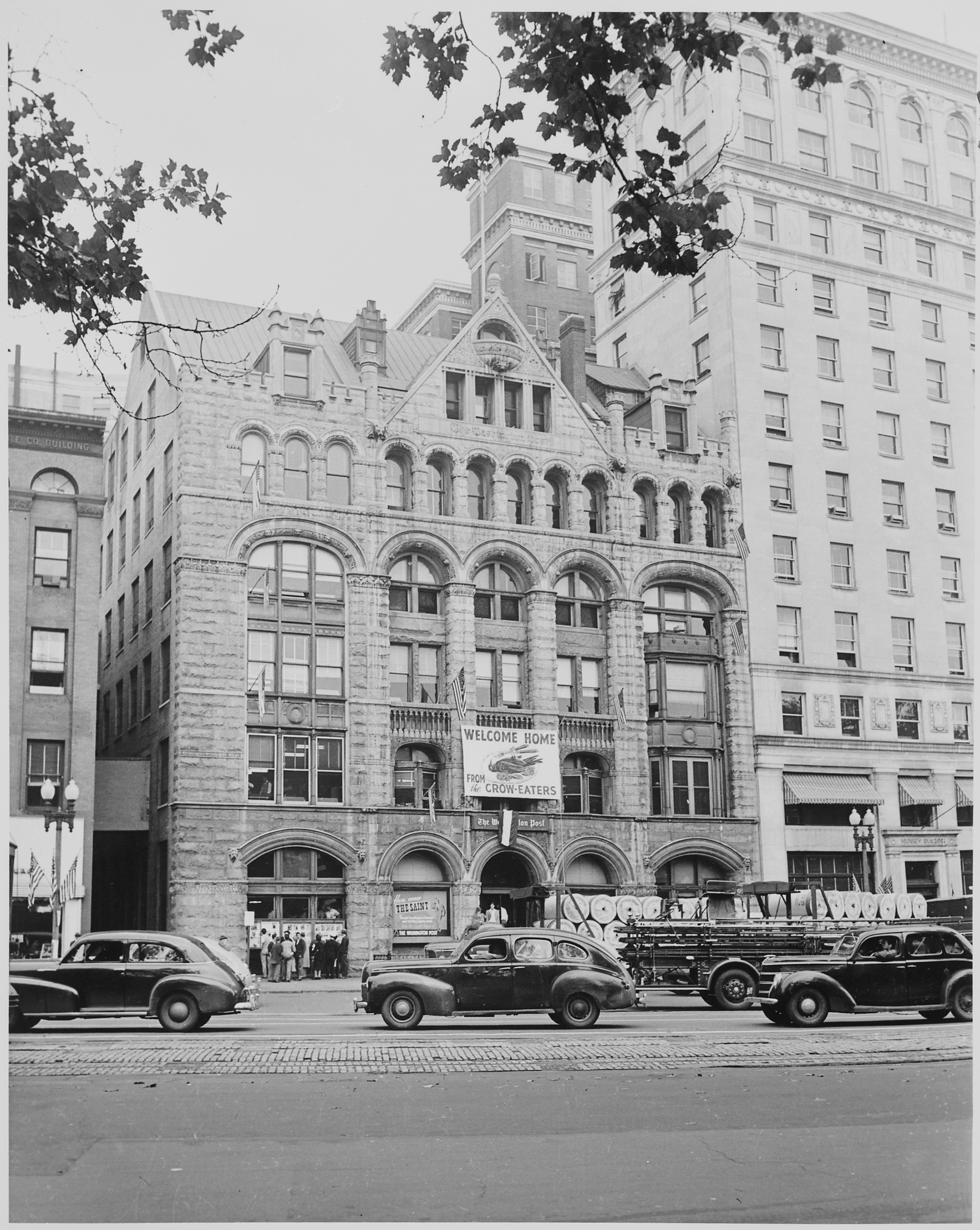
The Washington Post Building 1948

The Washington Post är en av de största amerikanska nyhetstidningarna, grundad 1877, och utges i Washington, D.C.. 
Journalisterna Carl Bernstein och Bob Woodward arbetade på The Washington Post när de avslöjande Watergateaffären.

## Under familjen Meyer/Graham
Tidningen gick i konkurs 1933 och köptes på konkursauktionen av den tidigare ordföranden i Federal Reserve, Eugene Meyer, som återställde tidningens ekonomi och anseende. Han efterträddes 1946 som chefredaktör av sin svärson Philip Graham.
År 1954 befäste tidningen sin ställning genom att köpa och integrera sin sista konkurrent som morgontidning i Washington, Washington Times-Herald. Efter Phil Grahams död 1963 övertog Katharine Graham  chefskapet över tidningen. Hon var chefredaktör 1969-79 och ledde ägarföretaget The Washington Post Company till början av 1990-talet.

## Ägarskifte 2013
År 2013 köptes tidningen av Jeff Bezos privat genom hans bolag Nash Holdings.

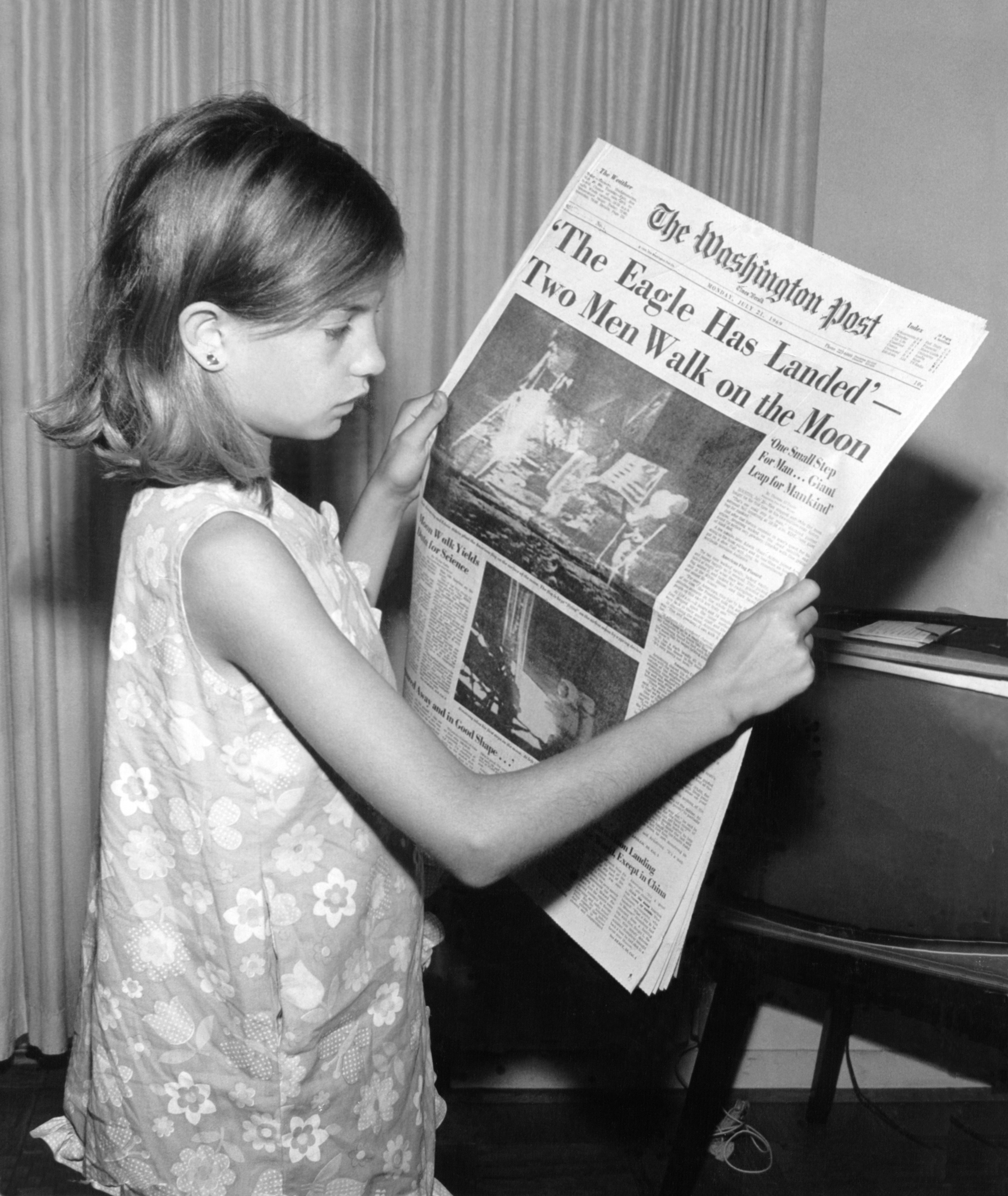
En flicka läser i The Washington Post 21 juli 1969 om månlandningen.